# Juan Francisco Estrada
Juan Francisco Estrada est un boxeur mexicain  né le 14 avril 1990 à Puerto Peñasco.

## Carrière
Passé professionnel en 2008, il devient champion du monde des poids mouches WBA & WBO le 6 avril 2013 après sa victoire aux points contre Brian Viloria. Il conserve son titre le 27 juillet 2013 en dominant aux points Milan Melindo puis Richie Mepranum le 26 avril 2014 par abandon à l'appel de la dixième reprise  et Giovani Segura le 6 septembre 2014 par arrêt de l'arbitre au 11e round. Estrada poursuit sa série de victoires face à Joebert Alvarez et Rommel Asenjo le 28 mars 2015 puis contre Hernan Márquez par KO au 10e round le 26 septembre 2015. 
Le 14 septembre 2016, il laisse ses titres vacants pour combattre en super-mouches. Il bat successivement Raymond Tabugon, Anuar Salas et Carlos Cuadras. Le boxeur mexicain obtient toutefois une nouvelle chance mondiale en poids mouches en affrontant le champion WBC, Srisaket Sor Rungvisai, mais s'incline aux points le 24 février 2018. Il prend toutefois sa revanche face au Thaïlandais le 26 avril 2019, s'emparant à cette occasion de la ceinture WBC des super-mouches, ceinture qu'il conserve le 24 août 2019 en battant par arrêt de l'arbitre au 9e round Dewayne Beamon et le 23 octobre 2020 Carlos Cuadras aux points. Le 13 mars 2021, il bat aux points Román González, champion WBA de la catégorie, et réunifie ainsi les deux titres pour la première fois depuis Vic Darchinyan en 2010. 
Juan Francisco Estrada ne remet pas ces deux titres en jeu et sont déclarés vacants. Le 3 septembre 2022, il affronte Argi Cortes qu'il bat aux points puis le 3 décembre suivant, il domine également aux points Román González et s'empare à nouveau de la ceinture WBC des poids super-mouches. Le 24 juin 2024, à l'occasion de la première remise en jeu de ce nouveau titre, Estrada perd par KO au 7e round contre Jesse Rodríguez Franco pour ce qui est la première défaite avant la limite de sa carrière.